# Triumph Streamliner

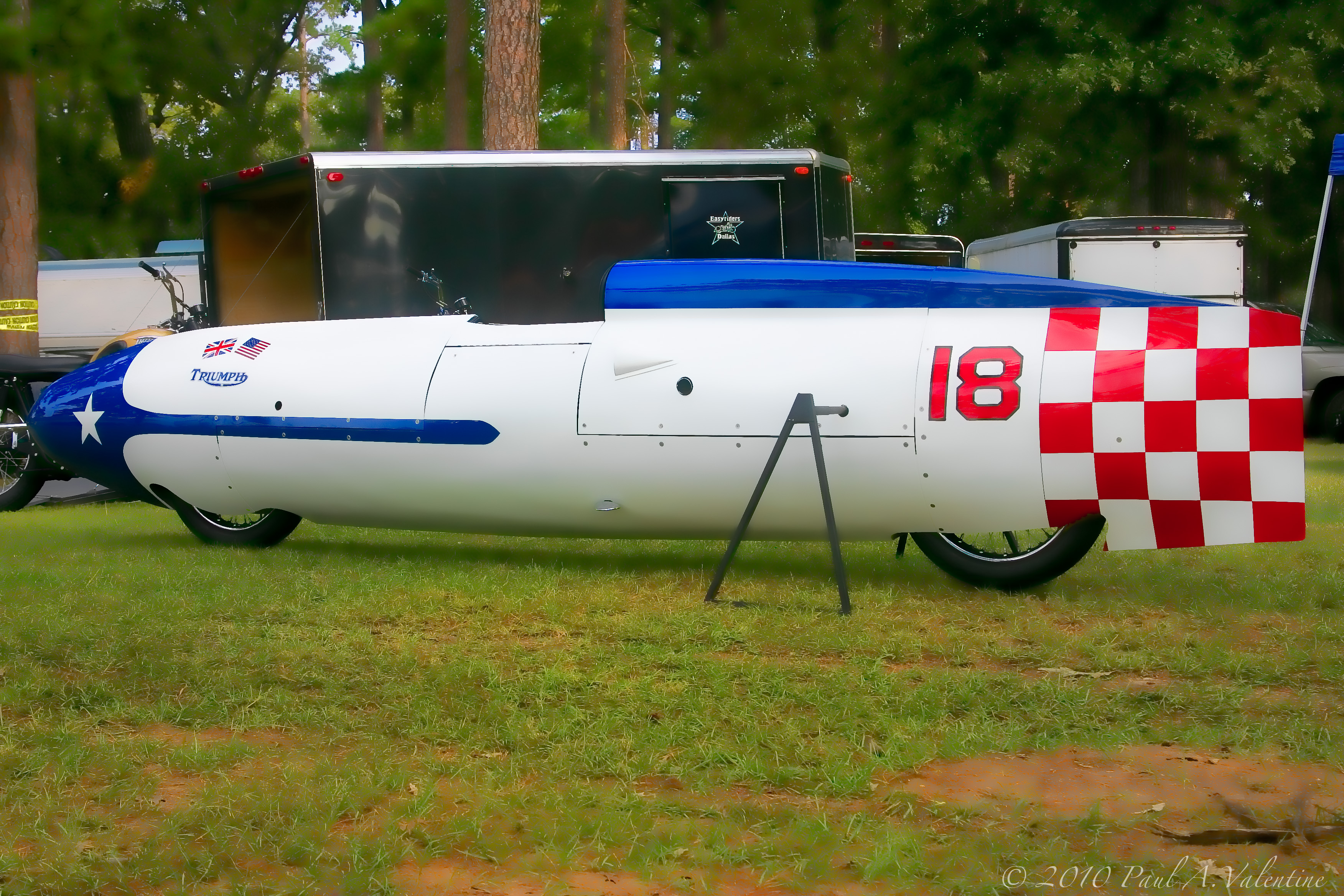
Das Rekordmotorrad

Der Triumph Streamliner, auch „Texas Cigar“, bzw. „Texas Ceegar“, ist ein in den frühen 1950er Jahren gebautes Stromlinienmotorrad, mit dem mehrere Motorrad-Geschwindigkeitsrekorde erzielt wurden, der Bestwert am 6. September 1956 mit 345 km/h gefahren von Johnny Allen auf den Bonneville Salt Flats. US-amerikanische Motorradsport-Begeisterte im Umfeld von Dalio’s Triumph Sales in Fort Worth (Texas) haben das mit verschiedenen Triumph-Motoren ausgerüstete Fahrzeug gebaut.

## Vorgeschichte
Dalio’s Triumph Sales übte in den Tagen der Entstehung der Texas Cigar einige Anziehung auf Geschwindigkeitsversessene aus, Kunden wie der erfahrene American-Airlines-Flugkapitän J. H. „Stormy“ Mangham bekamen vom hausinternen Tuning-Spezialisten Jack Wilson die begehrten Hochleistungsmotoren. Unter Pete Dalios Abnehmern befand sich auch ein Armee-Oberst deutscher Abstammung, der bei Gelegenheit meinte, der von Wilhelm Herz auf einer NSU 1951 mit 290 km/h aufgestellte Rekord sehe unschlagbar aus. Für Mangham und Wilson war dies ein Ansporn, selbst jenen Bestwert zu überbieten. Des Flugkapitäns Voraussetzungen waren nicht schlecht: Er war ein talentierter Konstrukteur, hatte eine Werkstatt, die zu einem ebenfalls in seinem Besitz befindlichen Flugfeld gehörte, und konnte sich zur Beschaffung von Komponenten an einem Flugzeugwrack bedienen. Entsprechend kurz war mit sechs Monaten die Dauer für Planung und Bau der Rekordmaschine.

## Entwicklung und Technik
Innovativ war bei dem Fahrzeug die Unterbringung des Fahrers, der nicht wie üblich über dem Motor auf einem Sattel saß, sondern vor dem Aggregat in einer Sitzschale. Der Rohrrahmen bestand aus zwei 3660 mm langen leiterartigen Gebilden aus 3/4-Zoll-CrMo-Stahlrohren (0,9 mm Wandstärke) mit je zehn Stück 305-mm-„Sprossen“, derart mit einer leichten Krümmung versehen, dass sich daraus mit einigen Querstreben ein kanuförmiges Gebilde zusammenschweißen ließ – Autogenschweißung auch für die Diagonalstreben in den entstandenen Fächern. Eingeschweißt wurden Rahmenteile einer Triumph zur Aufnahme von Motor und Getriebe. Direkt hinter dem Fahrer angebracht war ein Überrollbügel, vor ihm die Konstruktion zur Aufnahme der Schwinghebelgabel mit einem großen Nachlaufwinkel. Mit einer Vorrichtung ließ sich der Lenkwinkel einschränken, denn so sehr in der Startphase große Lenkausschläge nötig waren – der Streamliner rollte stabil erst ab 16 km/h –, so katastrophal konnten sie sich bei hohem Tempo auswirken. Die Hinterradschwinge war mit Rechteckrohren am Rohrrahmen fixiert, keine Federung. Gesteuert wurde die „Texas Ceegar“ Motorrad-üblich mit einem Lenker, an dem sich rechts ein Gasdrehgriff sowie links der Kupplungshebel mit einem Notausschalter in der Nähe befand, verbunden mit der Gabel durch eine Schubstange. Nur eine Bremse gab es, die mit dem linken Fuß betätigt wurde, der rechte schaltete das Vierganggetriebe.
Um das Stahlgerippe herum gebaut wurde eine GFK-Verkleidung mit der Form einer dicken Messerklinge. War die den Rekord haltende NSU vorne rund mit Tropfenform nach hinten, was unter Umständen zu Auftrieb führte, war die „Texas Ceegar“ mit ihrer „Bügelfalte“ merklich windschnittiger – für alle Fälle waren für den Abtrieb trotzdem hinter dem Vorderrad zwei mit Blei ausgegossene Backformen angebracht. Ein markantes Rohr fiel am Heck auf, Behälter für zwei Bremsschirme, die nur in Notfällen – so der Streamliner auf der Seite liegend rutschte – zum Einsatz kommen sollten. Das Fahrzeug lief stabil, obwohl bei der Entwicklung der Hülle kein Windkanal verwendet wurde. Mangham benutzte für Tests Wassertanks und befestigte zwecks Studium der Strömungsverhältnisse ein mit Fäden gespicktes Balsaholzmodell in Sichtweite einer Flugzeugkabine.

## Erste Versuche
1954 war Mangham so weit, sein rotes, Devil’s Arrow genanntes Vehikel nach Bonneville zu transportieren und mit einem nahezu serienmäßigen 650-cm³-Motor aus einer Triumph Thunderbird auf ein Tempo von 231 km/h zu kommen, kein Rekord, aber ein vielversprechender Anfang. Der Änderungsumfang für 1955 bestand aus einem anderen Fahrer – Bahnspezialist Johnny Allen kam zum Einsatz – und aus einem von Jack Wilson frisierten Motor. Es war ein privates Projekt, an eine Unterstützung durch den scharf kalkulierenden Triumph-Chef Edward Turner war nicht zu denken, doch schaffte es Wilbur Ceder, die Nummer zwei bei Johnson Motors, dem Stützpunkthändler West in Pasadena (Kalifornien), einige leitende Angestellte im Triumph-Werk in Meriden (Großbritannien) zu sensibilisieren, was hinter Turners Rücken zu einer indirekten Unterstützung führte: Zulieferer konnten als Sponsoren für Manghams Aktivitäten gewonnen werden.
Der 49-Jährige hatte es zwischenzeitlich mit einem zweiten Kontrahenten zu tun, Russell Wright war am 2. Juli 1955 in Neuseeland mit seiner Vincent 297,64 km/h gefahren. Dem konnte auf den Bonneville Flats der damals 26 Jahre alte Johnny Allen am 22. September 1955 aus zwei Läufen gemittelte 311,19 km/h entgegensetzen – ein neuer Rekord. Zumindest war es der AMA US-Rekord, denn die FIM versagte die Anerkennung, da keine ihrer Repräsentanten anwesend waren.

## Rekordfahrten
Russel Wright konnte sich gut ein Jahr lang Rekordhalter nennen, dann fuhr am 4. August 1956 erneut Wilhelm Herz mit seiner NSU Delphin III 339 km/h schnell und Mangham hatte wieder den ursprünglichen Konkurrenten. Die Texaner traten darauf an mit einem äußerlich modifizierten Streamliner, das Rohr für die Bremsschirme war weggefallen, von der Kopfstütze des Fahrers aus zog sich nun ein stromlinienförmiger Höcker bis ins Heck des Fahrzeugs, das jetzt in den Farben der Lone Star Flag lackiert war. Zwei Motoren standen zur Verfügung, ein 500er aus der Triumph Tiger und ein 650er aus der Triumph Thunderbird. Statt durch Aufladung mit Kompressor beschaffte man die höhere Motorleistung durch Verwendung eines Methanol/Nitromethan-Gemisches im Verhältnis 80/20. Der große „40-incher“ (40 Kubikzoll Hubraum) hatte anders als jener der Serien-Thunderbird zwei Vergaser, große Einlassventile von Harley-Davidson und eine spezielle Kurbelwelle, die herausgearbeitet war aus dem ausrangierten Kolben einer Dampflokomotive. Mit ihm fuhr Johnny Allen am 6. September 1956 im Mittel aus zwei Läufen 345 km/h. Triumph benannte nach diesen Rekordfahren sein neues Serienmodell Triumph Bonneville. Allerdings wurde dieser Rekord nicht von der FIM anerkannt.
Galt es in der 500er-Klasse NSU noch den Rekord zu entreißen, tat dies im Triumph Streamliner 1958 der Fahrer Jess Thomas mit 341 km/h. Johnny Allen unternahm 1959 einen weiteren Versuch, die Rekordmarke höher zu schrauben, und stürzte dabei schwer. Durch den Sog des rotierenden Hinterrades hatte sich ein Bremsschirm aus seinem Behälter heraus in jenes gewickelt und letztlich blockiert.

## Verbleib
Mit dem Schriftzug Trident und einem Dreizylindermotor machte der Mangham-Streamliner im August 1970 mit Rusty Bradley seine letzte Fahrt auf den Bonneville Salt Flats. Jack Wilson versetzte das Fahrzeug in seinen Zustand wie 1956 und verkaufte es 1983 an das britische National Motorcycle Museum nahe Birmingham. Dort wurde es 2003 bei einem Großbrand stark beschädigt. Verbrannt war die Verkleidung, verbogen der Rahmen und geschmolzen alle Aluminiumteile. Es fand sich jedoch in den USA eine Gruppe von Enthusiasten, die sich daran machten, die Triumph wieder in den Zustand vor dem Brand zu bringen. Wichtigstes Hilfsmittel: Die Originalformen, mit denen 1954 die Verkleidungsteile aus Fiberglas hergestellt worden waren, gab es immer noch. So gelangte der Triumph Streamliner zuerst zurück in sein Entstehungsland und ist heute wieder zu besichtigen im National Motorcycle Museum.

## Technische Daten
| Triumph Streamliner (1956) | Triumph Streamliner (1956) |
| -------------------------- | --- |
| Motor                      | fahrtwindgekühlter Zweizylinder-Reihen-Viertakt-Ottomotor, abnehmbarer Kickstarter (leistungsgesteigerter Motor des Serienmodells Thunderbird) |
| Ventilsteuerung            | OHV-Ventilsteuerung, 2 Ventile je Zylinder |
| Bohrung × Hub              | 71 × 82 mm |
| Hubraum                    | 649 cm³ |
| Verdichtungsverhältnis     | 8,5 : 1 |
| Leistung                   | über 80 PS (58,8 kW) bei 7400/min |
| Gemischaufbereitung        | 2 × Amal GP Vergaser, 35 mm Ansaugdurchmesser                                                                                                  |
| Kraftstoffförderung        | Schwerkraft, Tank über dem Motor |
| Zündung                    | Lucas K2F Wettbewerbs-Magnetzündung, Zündzeitpunkt 38° vor OT                                                                                  |
| Kupplung                   | Mehrscheibenkupplung |
| Getriebe                   | 4-Gang-Getriebe, Fußschaltung |
| Antrieb                    | Primärtrieb durch Kette und Kettenantrieb aufs Hinterrad                                                                                       |
| Rahmen                     | Stahlrohrrahmen mit GFK-Verkleidung |
| Lenkung                    | Motorrad-Lenkkopf, Gabel durch Schubstange mit separatem Lenker verbunden                                                                      |
| Maße (L × B × H)           | 4700 × 508 × 959 mm |
| Radstand                   | 2840 mm |
| Radaufhängungen            | vorne Schwinghebelgabel, hinten ungefedert |
| Räder                      | Drahtspeichenräder mit Aluminiumblenden |
| Bereifung                  | 3,50–19″ Dunlop, vorn und hinten |
| Bremsen                    | Trommelbremse hinten, ø 178 mm, für den Notfall zwei Bremsschirme ø 711 mm und ø 1219 mm                                                       |
| Fahrzeuggewicht            | 318 kg |
| Höchstgeschwindigkeit      | 357 km/h |